# David Burtka
David Burtka-Harris, né le 29 mai 1975 à Dearborn (Michigan), est un ancien acteur américain reconverti chef cuisinier.

## Biographie
David Burtka-Harris est né à Dearborn et a grandi à Canton (Michigan), diplômé de Plymouth-Salem High School (en) en 1993. Il a étudié la comédie à l'Interlochen Center for the Arts (en), a obtenu son Bachelor of Fine Arts à l’Université du Michigan et a ensuite étudié aux William Esper Studios (en).

## Carrière et départ
Ses débuts à Broadway furent en tant que Tulsa dans la production de Gypsy en 2003 avec Bernadette Peters. Il a joué le garçon dans la première américaine de The Play About the Baby par Edward Albee, rôle pour lequel il a gagné en 2001 le prix « Clarence Derwent » du meilleur espoir masculin.
En 2004, David Burtka a été à l’origine du rôle de Matt dans la comédie musicale The Opposite of Sex, rôle qu’il a repris en 2006.
David a fait ses débuts à la télévision en 2002 en vedette invitée dans À la Maison-Blanche ; qui fut suivi par d’autres dans Preuve à l'appui. Il tient aussi le rôle de « Scooter » (dont le vrai nom est Bill ou Jeff, la série n'est pas vraiment claire à ce sujet), l’ancien petit ami de lycée de Lily (Alyson Hannigan) dans How I Met Your Mother.
En 2007, il joue David King dans Les Experts : Manhattan. Après la fin de l'épisode, il annonce son départ définitif pour devenir chef cuisinier.

## Vie privée
Six mois après son apparition dans How I Met Your Mother, il a été publié une histoire expliquant que l’acteur avait reçu ce rôle en raison de sa relation amoureuse avec une des stars de la série, Neil Patrick Harris. Les spéculations autour de cette histoire ont conduit Harris à annoncer publiquement leur relation dans le magazine People. David Burtka n’a pas fait de réponse publique bien qu’un peu plus tard Neil Patrick et David Burtka aient emménagé ensemble.
Le couple Burtka-Harris a assisté aux Emmy Awards en septembre 2007 pour officialiser leur relation amoureuse pour la première fois, une apparition dont Harris a parlé sur le plateau The Ellen DeGeneres Show.
Le 4 février 2008, David Burtka et Neil Patrick Harris sont apparus pour la première fois ensemble sur scène en chantant un duo de Rent au bénéfice du « LGBT Community Center » à New York. Les deux acteurs sont fiancés depuis avril 2004. Neil Patrick parle de David comme « my better half » (« ma meilleure moitié ») et « an amazing chef » (« un chef/cuisinier incroyable »).
En août 2010, David Burtka et son compagnon Neil Patrick Harris annoncent qu’ils vont devenir, en automne, les parents de jumeaux ou jumelles. L’information a été annoncée sur le Twitter de Neil Patrick Harris. C’est une mère porteuse qui assume la grossesse des deux embryons et le couple tient à respecter l’anonymat de cette personne. Le couple a eu des jumeaux (un garçon et une fille), Gideon Scott et Harper Grace, nés le 12 octobre 2010.
Il se marie avec Neil Patrick Harris le 6 septembre 2014 en Italie.

## Théâtre
| Année     | Titre                   | Rôle         | Lieu                                    | Commentaires                      |
| --------- | ----------------------- | ------------ | --------------------------------------- | --------------------------------- |
| 2000      | The Play About the Baby | Boy          | Century Centert for the Performing Arts | Remporté - Clarence Derwent Award |
| 2003-2004 | Gypsy                   | Tulsa        | Shubert Theatre                         | Nommé - Fred Astaire Award        |
| 2006      | The Opposite of Sex     | Matt         | Magic Theatre                           |                                   |
| 2015      | It Shoulda Been You     | Brian Howard | Shubert Theatre                         |                                   |

## Filmographie
| Année     | Film                                                | Rôle         | Commentaires             |
| --------- | --------------------------------------------------- | ------------ | ------------------------ |
| 1999      | 24 Nights                                           | Toby         |                          |
| 2004      | Open House                                          | Husband      | téléfilm                 |
| 2007      | Worldly Possessions                                 | Andrew Bates | téléfilm                 |
| 2007      | Driving Under the Influence                         | Nichols      | téléfilm                 |
| 2007      | Army Guy                                            | Keith        | téléfilm                 |
| 2011      | Harold et Kumar fêtent Noël                         | Lui-même     |                          |
| 2012      | Annie and the Gypsy                                 |              |                          |
| 2014      | Dance-off                                           | JT           |                          |
| Année     | Apparition télévisée                                | Rôle         | Commentaires             |
| 2000      | À la Maison-Blanche                                 | Intern Bruce | « The Black Vera Wang »  |
| 2005      | Crossing Jordan                                     | Craig Heeley | « Total Recall »         |
| 2007      | On the Lot                                          | himself      | 13 épisodes              |
| 2007      | Les Experts : Manhattan (CSI: NY)                   | David King   | « Down the Rabbit Hole » |
| 2006-2014 | How I Met Your Mother                               | Scooter      | 7 épisodes               |
| 2014      | American Horror Story: Freak Show                   | Michael Beck | 1 épisode                |
| 2018      | Les Désastreuses Aventures des orphelins Baudelaire | M. Willums   | 2 épisodes               |